# Amanda Mair
Amanda Ulrika Magdalena Mair (uttalas "Mayer"), född 14 juni 1994, är en svensk sångerska och musiker.

## Biografi
Mair upptäcktes av skivbolaget Labrador 2010. Hon hade då inte vare sig Myspace eller demos inspelade och hade heller inte tidigare försökt ta kontakt med något skivbolag för att promota sin musik. Mair har jämförts med artister som Dusty Springfield, Kate Bush och Bat for Lashes.
Hon singeldebuterade med House, som släpptes den 8 juni 2011. Singeln fick goda recensioner och Washington Post skrev ”The 16 (yes, 16)-year-old Mair sounds more like Kate Bush than Kate Bush does on her gorgeous, grown-up debut track". Poplight utnämnde House till en av 2011 års bästa låtar. Även Aftonbladet stämde in i hyllningskören och skrev "Den bästa Kate Bushiga syntpopen sen Bat for Lashes är signerad Amanda Mair, 16 år. Sjukt lovande."
Singeldebuten följdes upp av ännu en singel, Doubt, utgiven 31 oktober 2011. Även denna mottogs väl. Popjustice skrev "The singer's new track 'Doubt' is such a subtly fantastic song, so beautifully executed, so immediately moving and so impossible to listen to once without feeling the need to listen to it again and again and again for at least half an hour, that we are going to make it Song Of The Day every single day this week." "Doubt" släpptes precis som "House" digitalt.
Den 11 december 2011 framförde Mair låten Christmas Song av Mel Tormé i Dagens Nyheters webb-"julkalender". Hon har tidigare uppträtt i TV 4, Kanal 5 och på galan Rockbjörnen.
Den 1 februari 2012 släpptes Mairs tredje singel Sense. Singeln ingår, tillsammans med de två tidigare utgivna singlarna House och Doubt, på hennes debutalbum Amanda Mair, som släpptes den 15 februari 2012. Skivan är producerad av Philip Ekström från gruppen The Mary Onettes.
Efter en tid utanför rampljuset släppte Mair EP:n To The Moon med fem låtar 17 november 2017.

## Personligt
Då Mair inte hade hunnit fylla 18 år, var hon tvungen att ha med sig sina föräldrar när hon skulle göra klubbspelningar.
Hon gick på Rytmus Musikergymnasiet i Stockholm. Hennes far är av österrikisk härkomst och hennes mor av finsk; de äger ett konditori på Lidingö.

## Diskografi

### Album
- 2012 – Amanda Mair

### Singlar
- 2011 – House
- 2011 – Doubt
- 2012 – Sense
- 2016 – Rush
- 2017 – Rush/Wednesday
- 2017 – Empty Blockings